# Перейра, Эдуардо
Эдуа́рдо Пере́йра Марти́нес (исп. Eduardo Pereira Martínez; род. 21 марта 1954, Монтевидео) — уругвайский футболист, выступавший на позиции вратаря за сборную Уругвая.

## Клубная карьера
Эдуардо Перейра начинал карьеру футболиста в уругвайском клубе «Пеньяроль». В 1974 году он перешёл в парагвайский «Гуарани», а в 1977 году — в испанскую «Саламанку», в то время выступавшую в Примере. Но уругвайскому вратарю дебютировать в главной испанской лиге так и не удалось. В Испании он защищал ворота команд Сегунды: «Таррагоны» и «Сабаделя».
В 1984 году Перейра вернулся на родину, став футболистом клуба «Монтевидео Уондерерс». В следующем году он вновь стал игроком «Пеньяроля». В конце октября 1987 года Перейра защищал его ворота во всёх трёх матчах финала Кубка Либертадорес против колумбийской «Америки» из Кали. Он также сыграл в матче Межконтинентального кубка 1987 против португальского «Порту».
В 1988 году Перейра перешёл в аргентинский «Индепендьенте», но заканчивал он свою карьеру на родине в 1992—1993 годах.

## Карьера в сборной
Эдуардо Перейра был включён в состав сборной Уругвая на Кубок Америки по футболу 1987 года в Аргентине. На турнире он защищал ворота команды в полуфинале с Аргентиной и Чили в финале (Уругвай в качестве действующего чемпиона стартовал с полуфинала). Первую игру он отстоял на ноль, а в финале пропустил один гол.
На чемпионате мира 1990 года в Италии Эдуардо Перейра играл роль резервного голкипера и на поле так и не появился.

## Достижения
«Пеньяроль»
- Чемпион Уругвая (3): 1974, 1985, 1986
- Обладатель Кубка Либертадорес (1): 1987

 Сборная Уругвая
- Обладатель Кубка Америки (1): 1987

 «Индепендьенте»
- Чемпион Аргентины (1): 1988/89